# Grandview (Illinois)
Grandview es una villa ubicada en el condado de Sangamon en el estado estadounidense de Illinois. En el Censo de 2010 tenía una población de 1441 habitantes y una densidad poblacional de 1.646,07 personas por km².

## Geografía
Grandview se encuentra ubicada en las coordenadas 39°49′3″N 89°37′5″O / 39.81750, -89.61806. Según la Oficina del Censo de los Estados Unidos, Grandview tiene una superficie total de 0.88 km², de la cual 0.88 km² corresponden a tierra firme y (0%) 0 km² es agua.

## Demografía
Según el censo de 2010, había 1441 personas residiendo en Grandview. La densidad de población era de 1.646,07 hab./km². De los 1441 habitantes, Grandview estaba compuesto por el 89.66% blancos, el 6.66% eran afroamericanos, el 0.49% eran amerindios, el 0.28% eran asiáticos, el 0% eran isleños del Pacífico, el 0.28% eran de otras razas y el 2.64% pertenecían a dos o más razas. Del total de la población el 0.97% eran hispanos o latinos de cualquier raza.